# Anna Sjöström-Bengtsson
Anna Maria Sjöström-Bengtsson (i riksdagen kallad Sjöström-Bengtsson i Göteborg), född 2 december 1889 i Skara, död 30 april 1969 i Karl Johans församling, Göteborg, var en svensk småskollärarinna och politiker (socialdemokrat).
Sjöström-Bengtsson var ledamot av första kammaren 1943-1958, invald i Göteborgs stads valkrets. Hon var den andra kvinnan i första kammaren efter Kerstin Hesselgren och ensam där till invalet av Gärda Svensson och Ebon Andersson 1945.
Hon skrev 121 egna motioner, främst i socialpolitiska ämnen,sjukvård och om socialförsäkringar. I en motion begärdes åtgärder mot trafikbullret. Hon gjorde 2 interpellationer om polisens sekretesskyldighet och om nioåriga enhetsskolans målsättning.
Anna Sjöström-Bengtsson blev den andra kvinnan i socialdemokraternas förtroenderåd när hon invaldes 1951.